# Caroline Lenferna de Laresle
Caroline Lenferna de Laresle (* 20. März 1824 in Pointe-aux-Piments; † 28. Januar 1900 in Rom, Italien; bekannt als Sister/Mother Marie-Augustine) war eine mauritische Ordensschwester, die die Congrégation des sœurs de charité de Notre-Dame-du-Bon-et-Perpétuel-Secours gründete.

## Leben
Caroline Lenferna de Laresle wurde am 20. März 1824 in Pointe-aux-Piments geboren. In ihrer Jugendzeit gab es auf Mauritius nur sehr wenige römisch-katholische Pfarrer. Es gab nur fünf Pfarreien mit etwa ebenso vielen Priestern und überhaupt keine Ordensschwestern. Die wenigen Priester standen oft miteinander im Streit, weshalb de Laresle nach der Geburt nicht getauft wurde. Sie besuchte ein von einer gewissen Mrs. Farquarson geleitetes Internat in Port Louis. In der Schule bat de Laresle um die Taufe, die 1835 vollzogen wurde; schon am nächsten Tag empfing sie die Erstkommunion.
Später beschloss de Laresle, unter anderem inspiriert von Pater Xavier Masuy, einem belgischen Priester, Pater Jacques-Désiré Laval und Bischof Bernard Collier von Port Louis, ihr Leben der Wohltätigkeit zu widmen und Ordensschwester zu werden. Da ihr Vater es sich nicht leisten konnte, sie zur Ausbildung nach Frankreich zu schicken, studierte sie als Novizin beim Orden de la Inmaculada Concepción (Damen von Loreto), die 1845 nach Mauritius gekommen waren. De Laresle legte am 1. Mai 1849 ihr Gelübde als Ordensschwester ab und nahm den Namen Marie-Augustine an.
De Laresle gründete am 18. Juni 1850 ihre eigene Kongregation, die Congrégation des sœurs de charité de Notre-Dame-du-Bon-et-Secours (Kongregation der barmherzigen Schwestern Unserer Lieben Frau von der Guten Hilfe). Der Orden hatte 1855 sechs Schwestern und war bis 1860 auf über 60 angewachsen. Der Orden begann in Port Louis und gründete innerhalb von 17 Jahren 20 Niederlassungen, Krankenhäuser, Hospize, Schulen und Kindergärten. De Laresle war auf den Gedanken gekommen, das erste Waisenhaus zu eröffnen, als sie am Weihnachtstag ein ausgesetztes Baby entdeckte. Die Schwestern gründeten 1853 ihre erste Grundschule in Camp Yoloff, Faubourg de l’Est und 1855 pflegten sie die Opfer einer Cholera-Epidemie. Der Orden betrieb auch eine Leprakolonie, und ab 1868 dienten die Schwestern auch im Civil Hospital (heute: Dr. AG Jeetoo Hospital).
Als Oberin widersetzte sich de Laresle der Kontrolle des Ordens durch die Nachfolger Colliers als Bischof der Diözese Port-Louis. De Laresle besuchte Rom, um zu beantragen, dass dem Orden das päpstliche Recht verliehen wird, welches diesen unter die Jurisdiktion des Papstes stellt und ihn der diözesanen Kontrolle entzieht. Papst Leo XIII. gewährte dies und der Orden fügte daraufhin seinem Namen die Bezeichnung „Perpetual“ hinzu. De Laresle starb am 28. Januar 1900 in Rom.

## Vermächtnis
De Laresle verfasste den Traktat Je serai Soeur de Charité („Ich bin Schwester der Barmherzigkeit“). Ihr Orden besteht bis heute und hat inzwischen Niederlassungen in Europa, Afrika, Asien und Südamerika. Father Carmello Conti Guglia vom Orden der Oblaten der Unbefleckten Jungfrau Maria verbrachte vier Jahre damit, de Laresles Korrespondenz zu sammeln und schrieb eine Biographie, die in Italien veröffentlicht wurde und derzeit ins Französische (2023) übersetzt wird. Das bei seinen Nachforschungen gefundene Material wird verwendet, um de Laresles Seligsprechung voranzutreiben.